# Burhanuddin Rabbani

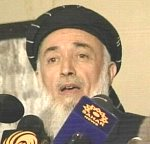
Burhanuddin Rabbani, fotografie din anul 2001

Burhanuddin Rabbani (persană:برهان الدين رباني Burhânuddîn Rabbânî, n. 20 septembrie 1940, Faizabad, provincia Badakhshan, Afganistan – d. 20 septembrie 2011, Kabul, provincia Kabul, Republica Islamică Afganistan⁠(d)) a fost un om politic și teolog islamist afgan de origine   tadjikă, președintele Afganistanului între 1992-1996 și în noiembrie-decembrie 2001. A fost profesor de teologie și filosofie islamică la Universitatea din Kabul.
Rabbani a fost liderul partidului Jamiat-e Islami Afghanistan (Societatea Islamică a Afghanistanului) și s-a distins ca unul din primii conducători ai rezistenței islamiste antisovietice - mudjahiddun - după invadarea Afganistanului de care armata sovietică din anul 1979. 
După cucerirea puterii de către mudjahiddun, între anii 1992- 1996 s-a aflat la conducerea statului, până ce a fost silit să părăsească puterea în urma cuceririi Kabulului de către forțele Talibanilor. În continuare a condus Alianța Nordică și Frontul Unit Islamic pentru Salvarea Afghanistanului, care au luptat între anii 1996-2001 împotriva regimului Taliban.
După alungarea Talibanilor de la putere în urma intervenției militare a NATO în Afghanistan, a ocupat din nou pentru o scurtă vreme funcția de președinte al Republicii Islamice în noiembrie-decembrie 2001. .   
În timpul administratiei Hamid Karzai, Rabbani a condus Frontul Național al Afghanistanului , cunoscut în media ca Frontul Național Unit, principala formațiune de opoziție.
La sfârșitul vieții a prezidat Înaltul Consiliu pentru Pace care acționa pentru reconcilierea dintre diversele tabere politice rivale din Afganistan.
La 20 septembrie 2011 Rabbani a fost asasinat de un atentator cu bombă sinucigaș, la domiciliul său din Kabul.